# Marvell Wynne
Marvell Wynne II (Pittsburgh, Pensilvania, Estados Unidos, 8 de mayo de 1986) es un futbolista estadounidense. Juega como lateral derecho y actualmente milita en los San Jose Earthquakes de la Major League Soccer. Su padre fue jugador en las Grandes Ligas de Béisbol.

## Selección nacional
Ha sido internacional con la selección de fútbol de los Estados Unidos, ha jugado 5 partidos internacionales.

## Trayectoria
| Período   | Club                                   | Partidos (goles) |
| --------- | -------------------------------------- | ---------------- |
| 2004-2005 | Universidad de California, Los Ángeles | 36 (1)           |

| Período     | Club              | Partidos (goles) |
| ----------- | ----------------- | ---------------- |
| 2006-2007   | Red Bull New York | 29 (0)           |
| 2006-2009   | Toronto FC        | 67 (2)           |
| 2010-actual | Colorado Rapids   | 64 (0)           |

## Palmarés

### Campeonatos nacionales
| Título           | Club            | País           | Año  |
| ---------------- | --------------- | -------------- | ---- |
| Conferencia Este | Colorado Rapids | Estados Unidos | 2010 |
| MLS Cup          | Colorado Rapids | Estados Unidos | 2010 |